# Nikola Jakimovski
Nikola Jakimovski (in macedone Hикoлa Jaкимoвcки?; Kriva Palanka, 26 febbraio 1990) è un ex calciatore macedone, di ruolo difensore o centrocampista.

## Carriera

### Club
Cresciuto nelle giovanili del Makedonija Gjorče Petrov, Jakimovski ha esordito in prima squadra nella stagione 2009-2010, totalizzando 4 presenze e un gol in Prva Liga. Nella stagione seguente è passato al Ferencváros, in Ungheria, dove ha giocato 3 partite con la prima squadra (una in campionato e 2 in Coppa di Lega) e altre 4 con la seconda prima di ritornare in patria per concludere l'annata al Teteks Tetovo (8 presenze e 3 gol in Prva Liga).
Nell'estate del 2011 è passato allo Javor Ivanjica dove è rimasto un anno e mezzo collezionando 27 presenze e 2 gol nella Superliga serba. Nel gennaio 2013 si è trasferito in Giappone dove ha giocato con il Nagoya Grampus (15 presenze in J. League 1) per poi tornare l'anno seguente in Serbia, nelle file dello Jagodina. Con la squadra serba ha disputato 10 partite in campionato nella seconda parte della stagione 2013-2014 e una in quella seguente. All'inizio della stagione 2014-2015, inoltre, ha anche esordito nelle competizioni UEFA per club, disputando la gara di andata e ritorno del secondo turno preliminare dell'Europa League 2014-2015 contro il CFR Cluj.
Nel gennaio 2015 si è trasferito al Varese, con cui ha giocato 10 partite in Serie B segnando anche una rete. A fine stagione è rimasto svincolato e il 3 settembre 2015 ha firmato con il Como, neopromosso in Serie B. Dopo 14 presenze con i lariani, il 1º febbraio 2016 è passato al Bari.
Nell'estate del 2016 è passato al Benevento neopromosso in Serie B, dove pur non giocando con continuità ha realizzato una rete. La stagione successiva passa al Vicenza ma a fine stagione rimane svincolato a seguito del fallimento del club.
Nell'estate del 2018 firma per il Bisceglie, in Serie C, dove rimane fino a fine dicembre e nel gennaio 2019 si trasferisce nel campionato di primo livello greco ingaggiato dal Larissa. Il 14 aprile 2019 segna il suo primo e unico gol con la formazione greca, firmando il pareggio casalingo col PAOK Salonicco (1-1).
Il 28 luglio 2019 torna in Italia, firmando un contratto annuale con il Trapani neopromosso in serie B.. Resta a Trapani anche per la stagione successiva ma le difficoltà economiche del club siciliano portano all'esclusine dal torneo della società senza giocare neanche una partita. 
Il 20 gennaio 2021 firma un contratto semestrale con il Monopoli. Dopo appena otto giorni, con una presenza in campionato, rescinde il contratto con la società biancoverde e torna al Larissa.

### Nazionale
Ha giocato nelle nazionali giovanili macedoni: Under-17, Under-19 e Under-21. Con quest'ultima ha collezionato 3 presenze, 2 delle quali nelle qualificazioni agli Europei Under-21.

## Statistiche

### Presenze e reti nei club
Statistiche aggiornate al 10 febbraio 2023.
| Stagione              | Squadra               | Campionato            | Campionato | Campionato | Coppe nazionali | Coppe nazionali | Coppe nazionali | Coppe europee | Coppe europee | Coppe europee | Altre coppe | Altre coppe | Altre coppe | Totale | Totale |
| Stagione              | Squadra               | Comp                  | Pres       | Reti       | Comp            | Pres            | Reti            | Comp          | Pres          | Reti          | Comp        | Pres        | Reti        | Pres   | Reti   |
| --------------------- | --------------------- | --------------------- | ---------- | ---------- | --------------- | --------------- | --------------- | ------------- | ------------- | ------------- | ----------- | ----------- | ----------- | ------ | ------ |
| 2009-2010             | Makedonija G. P.      | PL                    | 4          | 1          | CM              | 1               | 2               | -             | -             | -             | -           | -           | -           | 5      | 3      |
| 2010-gen. 2011        | Ferencváros II        | NBII                  | 4          | 0          | -               | -               | -               | -             | -             | -             |             | -           | -           | 4      | 0      |
| 2010-gen. 2011        | Ferencváros           | NBI                   | 1          | 0          | MK+MLK          | 0+2             | 0               | UEL           | 0             | 0             |             | -           | -           | 3      | 0      |
| gen.-giu. 2011        | Teteks                | PL                    | 8          | 3          | CM              | -               | -               | -             | -             | -             | -           | -           | -           | 8      | 3      |
| 2011-2012             | Javor Ivanjica        | SL                    | 15         | 0          | CS              | 2               | 0               | -             | -             | -             | -           | -           | -           | 17     | 0      |
| 2012-gen. 2013        | Javor Ivanjica        | SL                    | 12         | 2          | CS              | 2               | 0               | -             | -             | -             | -           | -           | -           | 14     | 2      |
| Totale Javor Ivanjica | Totale Javor Ivanjica | Totale Javor Ivanjica | 27         | 2          |                 | 4               | 0               |               | -             | -             |             | -           | -           | 31     | 2      |
| 2013                  | Nagoya Grampus        | J1                    | 15         | 0          | CdL+CI          | 6+1             | 1+0             | -             | -             | -             | -           | -           | -           | 22     | 1      |
| gen.-giu. 2014        | Jagodina              | SL                    | 10         | 0          | CS              | 0               | 0               | UEL           | -             | -             | -           | -           | -           | 10     | 0      |
| 2014-gen. 2015        | Jagodina              | SL                    | 1          | 0          | CS              | -               | -               | UEL           | 2             | 0             | -           | -           | -           | 3      | 0      |
| Totale Jagodina       | Totale Jagodina       | Totale Jagodina       | 11         | 0          |                 | -               | -               |               | 2             | 0             |             | -           | -           | 13     | 0      |
| gen.-giu. 2015        | Varese                | B                     | 10         | 1          | CI              | -               | -               | -             | -             | -             | -           | -           | -           | 10     | 1      |
| 2015-feb. 2016        | Como                  | B                     | 14         | 0          | CI              | 0               | 0               | -             | -             | -             | -           | -           | -           | 14     | 0      |
| feb.-giu. 2016        | Bari                  | B                     | 5          | 0          | CI              | -               | -               | -             | -             | -             | -           | -           | -           | 0      | 0      |
| 2016-2017             | Benevento             | B                     | 10         | 1          | CI              | 0               | 0               | -             | -             | -             | -           | -           | -           | 10     | 0      |
| gen.-giu 2018         | Vicenza               | C                     | 11+1       | 0          | CI+CI-C         | -               | -               | -             | -             | -             | -           | -           | -           | 12     | 0      |
| 2018-gen. 2019        | Bisceglie             | C                     | 16         | 0          | CI-C            | 1               | 0               | -             | -             | -             | -           | -           | -           | 17     | 0      |
| gen.-giu. 2019        | Larissa               | SL                    | 15         | 1          | KE              | 2               | 0               | -             | -             | -             | -           | -           | -           | 17     | 1      |
| 2019-2020             | Trapani               | B                     | 9          | 0          | CI              | 2               | 0               | -             | -             | -             | -           | -           | -           | 11     | 0      |
| gen. 2021             | Monopoli              | C                     | 1          | 0          | CI              | -               | -               | -             | -             | -             | -           | -           | -           | 0      | 0      |
| gen.-giu. 2021        | Larissa               | SL                    | 6+6        | 0          | KE              | 1               | 0               | -             | -             | -             | -           | -           | -           | 13     | 0      |
| Totale Larissa        | Totale Larissa        | Totale Larissa        | 21+6       | 1          |                 | 3               | 0               |               | -             | -             |             | -           | -           | 30     | 1      |
| 2021-2022             | Apollōn Smyrnīs       | SL                    | 9          | 0          | CG              | 0               | 0               |               | -             | -             |             | -           | -           | 9      | 0      |
| Totale carriera       | Totale carriera       | Totale carriera       | 175+7      | 9          |                 | 20              | 3               |               | 2             | 0             |             | -           | -           | 204    | 12     |